# Pasuruhan (Binangun)
Pasuruhan is een bestuurslaag in het regentschap Cilacap van de provincie Midden-Java, Indonesië. Pasuruhan telt 4118 inwoners (volkstelling 2010).